# Observação
A observação é uma das etapas do método científico. Consiste em perceber, ver e não interpretar. A observação é relatada como foi visualizada, sem que, a princípio, as idéias interpretativas dos observadores sejam tomadas.
Ela também pode ser entendida como verificação ou constatação de um fato, podendo ser tanto espontânea ou casual (observação assistemática), quanto metódica ou planejada (observação sistemática).
A observação sistemática deve considerar algumas perspectivas do estudo e se estruturar no “por que?”, “para que?”, “quem?”, “como?” e “o que?” observar. 
Além de assistemática e sistemática a observação como metodologia também pode ser classificada como: 
- Observação participante, onde o pesquisador se envolve e participa enquanto observa;
- Observação não participante, o pesquisador é imparcial e não interfere no ambiente pesquisado;
- Observação individual, onde somente um pesquisador observa;
- Observação em equipe, é aquela na qual mais de um pesquisador observa;
- Observação na vida real, é a prática de observa em situações reais e cotidianas;
- Observação em laboratório, aquele que se observa em um ambiente controlado e artificial. [3]

Hipóteses só serão elaboradas  sobre a questão investigada após uma descrição minuciosa do ambiente e dos objetos de estudo. Uma das regras do método científico  é a da não interferência do observador no ambiente ou nos processos observados.

## Observação empírica
A observação empírica ou empirismo (em latim: "experientia": "experiência", do grego: /έμπειρία/), é a experiência do real; a filosofia afirma que o conhecimento sobre o mundo vem apenas da experiência sensorial real e da evidência, especialmente na formação de ideias.

## Observação na concepção logosófica
A Logosofia, ciência criada por Carlos Bernardo González Pecotche, apresenta uma concepção da configuração mental e sensível do ser humano, onde observar é uma das faculdades do sistema mental, citadas pelo autor no livro Logosofia Ciência e Método.
“Logosoficamente, observar é exercitar a reflexão enquanto o entendimento estende sua mão para tocar e palpar o que se vê. A observação é, portanto, ativa, nunca passiva ou indiferente; e, sendo ativa, é lógico que deva encontrar a mente sempre disposta a receber com alegria o fruto da observação, e que este fruto sirva eficazmente ao enriquecimento das energias internas do ser.”